# 安達守弘
安達 守弘（あだち もりひろ）は、日本の構造家。学位は、工学博士（日本大学）。長崎総合科学大学名誉教授。

## 来歴
1960年に、日本大学旧工学部建築学科を卒業し、同年鹿島建設に入社、建築設計本部に所属する。
その後ムトーアソシエイツ（武藤構造力学研究所）設計部を経て、1996年から1998年まで日本建築学会の評議員を務めた。
日本大学大学院理工学研究科非常勤講師（1998年から）を経て、長崎総合科学大学教授に就任した。

## 賞歴
- 1993年日本建築学会賞(業績賞)
- 1982年科学技術庁長官賞

## 代表作
- 東海原子力発電所
- NHK放送センター本館（1969年 - 1971年）
- 三井物産大手町本社ビル(1970年 - 1976年）
- 新宿三井ビル(1972年 - 1974年）
- サンシャイン60(1973年 - 1978年）
- 東京都庁第一・第二本庁舎、議会棟[6][7]

## 著書
- 『耐震設計シリーズ/応用編・構造物の動的設計』(共著) 丸善、1977年
- 『鉄骨構造標準接合部・SCSS(II)』(共著) 技報堂出版、1988年
- 『鋼構造建築物における構造設計の考え方と枠組』(共著) 日本建築学会・丸善、1999年
- 『鋼構造技術総覧[建築編]事例集,日本鋼構造協会編』(共著) 技報堂出版、1998年
- 『人間環学への招待』丸善、2002年